# Факултет либералних уметности Универзитета у Варшави
Факултет либералних уметности Универзитета у Варшави, (оригинални назив на пољском језику: Wydział „Artes Liberales” Uniwersytetu Warszawskiego) је факултет Универзитета у Варшави који спроводи научна истраживања и пружа редовно образовање на првом циклусу (бачелор), другом циклусу (мастер) и студије трећег циклуса (докторске).

## Историјат[1]
Факултет „Артес Либералес“ Универзитета у Варшави постоји од 1. октобра 2012. године и настао је као резултат трансформације Института за интердисциплинарне студије „Артес Либералес“ (ИБИ „АЛ“), основаног одлуком г. Сенат Универзитета у Варшави 23. јануара 2008. године. ИБИ „АЛ“ је био наследник Центра за истраживање античке традиције у Пољској и Централној и Источној Европи Универзитета у Варшави (ОБТА УВ), који је 1991. године основао проф. др. хаб. Јерзи Акер.

## Власти
- Декан − др. Роберт А. Сучарски, проф. Универзитет у Варшави
- Продекан за науку − проф. Др. Мациеј Абрамович
- Продекан за студентска питања − др хаб. Пжемислав Кордос
- Продекан за развој међународне сарадње – проф. Др. Катажина Марциниак
- Директор Центра за истраживање античке традиције – проф. Др. Катажина Марциниак
- Представник декана за финансијска и административна питања - др Тереза Копчинска
- Научни секретар – Др Елзбиета Олечовска

## Седиште факултета
Седиште одељења је Палата Замојски у ул. Нови Свиат 69. Онде се налази деканат, административне службе, библиотека са читаоницом и учионице. Административни објекти, истраживачке и наставне лабораторије и канцеларије за студентску службу такође се налазе у ул. Dobrej 72. Две наставне просторије факултета налазе се и у згради у ул. Krakowskie Przedmieście 1.

## Смерови студија[2]
Факултет образује студенте и студенткиње у следећим областима:
- Антропозоологија – интердисциплинарне студије првог циклуса у сарадњи са Биолошким и Психолошким факултетом
- Артес либералес – интердисциплинарне студије првог и другог циклуса
- Савремена грчка филологија – студије првог циклуса
- Студије културе – Медитеранска цивилизација (Медитеранске студије) – студије првог и другог циклуса
- Докторске студије на Факултету „Артес Либералес“ – студије трећег циклуса
- Еколошке трансдисциплинарне докторске студије Факултета „Артес Либералес“ и Историјског факултета – студије трећег циклуса

## Самосталне јединице[3]
- Центар за истраживање и праксу културног континуитета
- Center for Research and Practice in Cultural Continuity
- Kolegium Artes Liberales
- Интердисциплинарна истраживачка лабораторија Артес Либералес
- Центар за истраживање античке традиције
- The Cluster „The Past for the Present. Међународни истраживачки и едукативни програм.

## Истраживачке јединице[3]
- Комисија „Speculum Byzantinum”.
- Комисија "Замишљени светови"
- Балканско-медитеранска комисија
- Трансдисциплинарна комисија за хуманистичке науке
- Лабораторија „Хенрик Сјенкјевич у пољској култури 20. века“
- Лабораторија "Софија Казанова"
- Лабораторија „University-in-différance”
- Лабораторија Filhelleńskie
- Романтична лабораторија
- Семиотичка лабораторија
- Техно-хуманистичке лабораторије
- Међуфакултетска група компаративних студија при Факултету „Артес Либералес“ Универзитета у Варшави
- Радионица „Хуманизам. "Херменеутика вредности"
- Радионица „Центар за истраживање реформације и интелектуалне културе у раној модерној Европи“
- Радионица за уређивање извора и дигиталне хуманистичке науке
- Позоришни студио за екологију
- Лабораторија Хеленистичких студија